# 牧相
牧相（1466年—1511年），字時庸，浙江紹興府平湖縣人，民籍，明朝政治人物。

## 生平
受業于王華，爲王華所器異，將妹妹嫁给他，令與子王守仁同學。弘治十一年（1498年）戊午科浙江鄉試第八十二名舉人。弘治十二年（1499年）聯捷己未科會試第五十二名，二甲第三十一名進士。十三年八月授南京兵科給事中。曾論救宣府都御史雍泰，又公開上疏請求罷免道士出身的禮部尚書崔志端等，均未得到批准。正德元年，奉命與都御史呂鏜清查御馬監，因陳濫役濫費等弊病，得罪太監李棠。二年与南京給事中戴铣等人弹劾太监高凤并其侄得林，并及武宗与佞幸游宴驰骋射猎等事，触怒武宗，被廷杖罷免。時任刑部主事的王守仁上疏申救，并得罪繫獄三月，牧相禠職為民，守仁謫龍塲。此後恢復官職，正德六年（1511年）二月升任廣西左參議，任命下来时，牧相已经去世二日，時年四十有六。家貧，停喪十餘載，按察使李承勋為葬之。

## 家族
曾祖牧仲芳。祖牧益。父牧俊。母陳氏。慈侍下。兄牧儒。弟牧賓。